# Badiza simplex
Badiza simplex là một loài bướm đêm trong họ Noctuidae.